# Антонін Кінський
Антонін Кінський (чеськ. Antonín Kinský, нар. 31 травня 1975, Прага) — чеський футболіст, що грав на позиції воротаря.
Виступав, зокрема, за клуби «Дукла» (Прага), «Слован» та «Сатурн» (Раменське), а також національну збірну Чехії.
Чемпіон Чехії. 

## Клубна кар'єра
У дорослому футболі дебютував 1994 року виступами за команду клубу «Дукла» (Прага), в якій провів два сезони, взявши участь у 32 матчах чемпіонату. 
Протягом 1996—1998 років захищав кольори команди клубу «Дукла» (Пршибрам).
Своєю грою за останню команду привернув увагу представників тренерського штабу клубу «Слован», до складу якого приєднався 1998 року. Відіграв за ліберецьку команду наступні шість сезонів своєї ігрової кар'єри. Відзначався досить високою надійністю, пропускаючи в іграх чемпіонату в середньому менше одного голу за матч. 2002 року у складі команди виборов титул чемпіона Чехії.
2005 року перейшов до російського «Сатурна» (Раменське), за який відіграв 5 сезонів.  Більшість часу, проведеного у складі «Сатурна», був основним голкіпером команди. Завершив професійну кар'єру футболіста виступами за команду «Сатурн» Раменське у 2010 році.

## Виступи за збірну
2002 року дебютував в офіційних матчах у складі національної збірної Чехії. Протягом кар'єри у національній команді, яка тривала 4 роки, провів у формі головної команди країни лише 5 матчів, пропустивши 5 голів.
У складі збірної був учасником чемпіонату Європи 2004 року в Португалії, чемпіонату світу 2006 року в Німеччині. На обох турнірах залишався резервним голкіпером національної команди.

## Особисте життя
Батько футболіста, воротаря Антоніна Кінського (2003), який виступає за англійський «Тоттенгем Готспур».

## Титули і досягнення
- Чемпіон Чехії (1):

«Слован»:  2001-02